# Acompus rufipes
Acompus rufipes är en insektsart som först beskrevs av Wolff 1804.  Acompus rufipes ingår i släktet Acompus, och familjen fröskinnbaggar. Arten är reproducerande i Sverige.